# Día de Europa
El Día de Europa es una celebración que tiene lugar cada 9 de mayo en toda la Unión Europea,en recuerdo de la denominada Declaración Schuman, en la que el ministro francés de exteriores, Robert Schuman, dio el primer paso para la integración de los Estados europeos al proponer que el carbón y el acero de Alemania (entonces República Federal Alemana) y Francia (y los demás países que se adhirieran) se sometieran a una administración conjunta, impulsando la creación de la primera comunidad europea: la del Carbón y el Acero, siendo el origen de la actual Unión Europea. La importancia de esta propuesta, realizada en mayo de 1950 (quinto aniversario de la rendición del régimen nazi) ante una Europa devastada por la Segunda Guerra Mundial, radica además en que al someter las dos producciones indispensables de la industria armamentística a una única autoridad, los países que participaran en esta organización, encontrarían una gran dificultad en el caso de querer iniciar una guerra entre ellos.
La conmemoración de esta fecha tiene lugar desde 1985, tras su aprobación por los jefes de Estado y de Gobierno reunidos en el Consejo Europeo.  Pese a ser el único día de celebración oficial en la Unión Europea, es un día laborable  y las celebraciones organizadas por los Estados miembros no suelen equipararse a las que se realizan con motivo de las fiestas nacionales de cada estado.
El 29 de enero de 2019 se presentó públicamente en Bruselas una iniciativa de varias organizaciones y personalidades coordinadas por la asociación Europeístas con el fin de hacer festivo el 9 de mayo en toda la Unión Europea. El 12 de febrero, la iniciativa se votó en sesión plenaria del Parlamento Europeo dentro del Informe de Ciudadanía Europea presentado por la eurodiputada Maite Pagazaurtundúa, embajadora de la iniciativa. La propuesta fue aprobada con 459 votos a favor.

## Historia

### Declaración Schuman

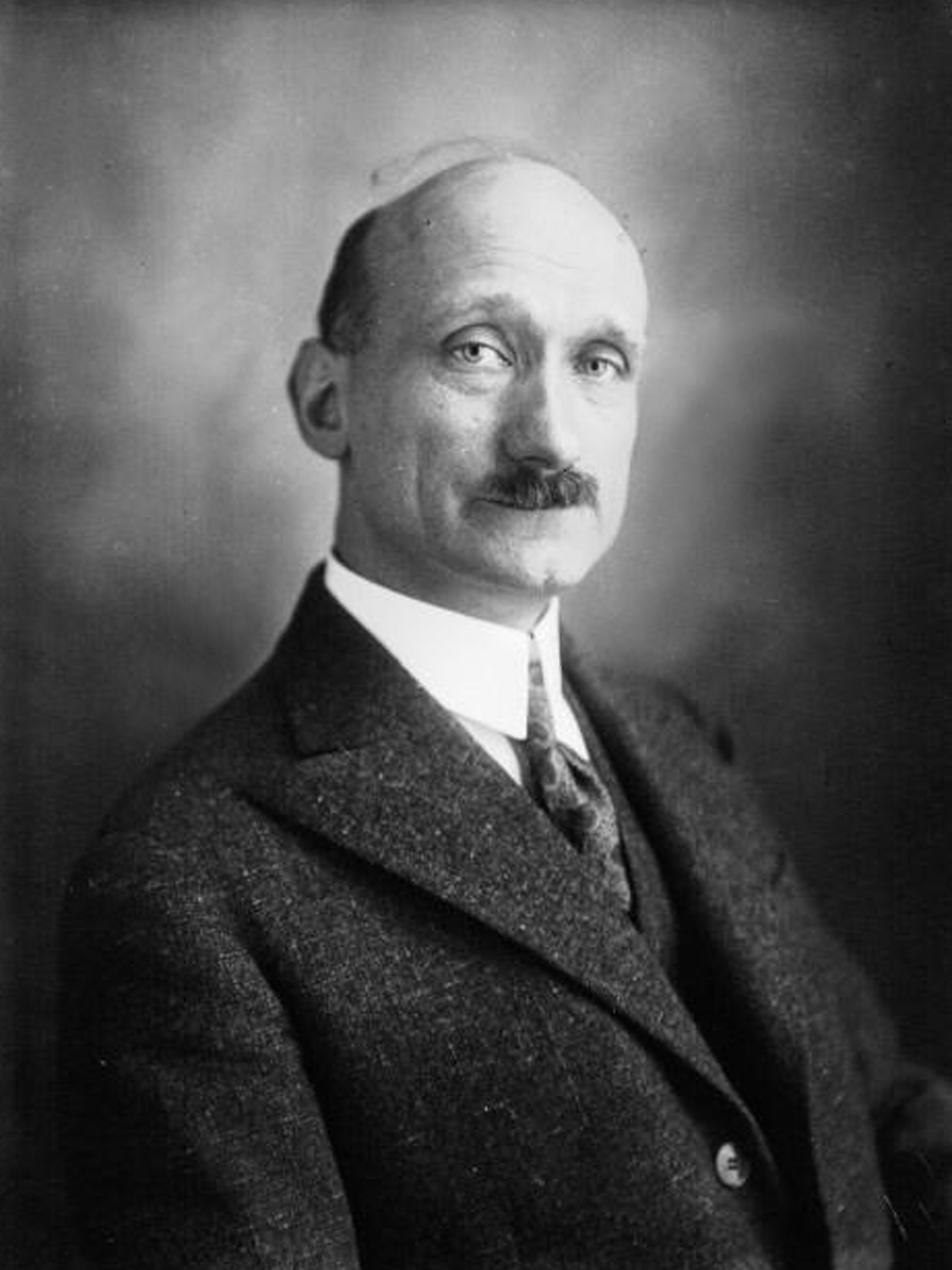
Robert Schuman pronunció la declaración que dio origen a la primera Comunidad Europea.

Cinco años después del fin de la Segunda Guerra Mundial, el mayor conflicto bélico de la historia, el continente europeo se encontraba sumido en la devastación, y la amenaza de una nueva guerra se cernía sobre Europa.
A las 6:00 p. m. del 9 de mayo de 1950 se convocó a la prensa en París, en el Salón del Reloj del Ministerio de Asuntos Exteriores francés del Quai d'Orsay, para realizar una «comunicación de la mayor importancia», que había sido redactada por Jean Monnet y pronunció Robert Schuman, ministro de Asuntos Exteriores.
La propuesta consistía en crear una institución supranacional europea, que se encargaría de administrar en común la producción del carbón y del acero, de forma que los países que participaran en ella renunciarían a la propiedad de la industria armamentística, que así estaría bajo control.

## Celebración

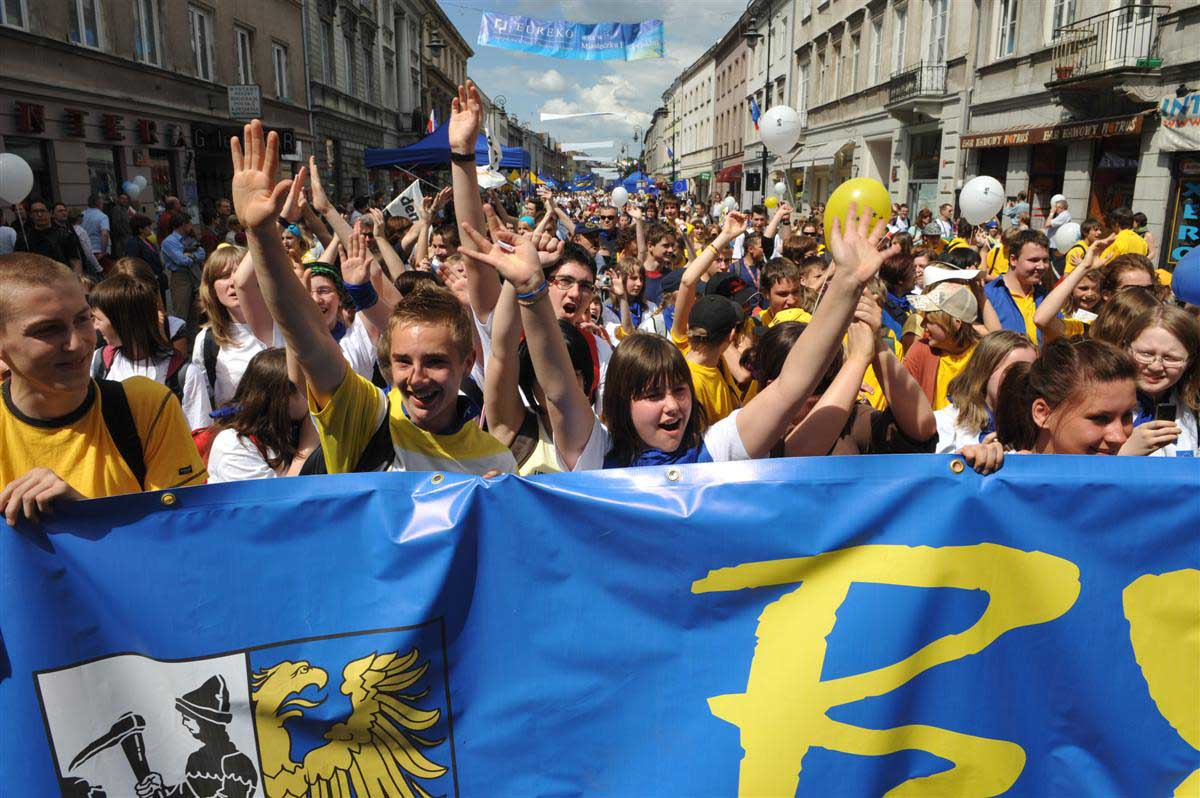
Celebración del Día de Europa en Varsovia.

A pesar de ser el único día de celebración oficial de la UE, en la práctica ninguno de los países miembros de la Unión organiza festividades conmemorativas de alto nivel, como las que se realizan con motivo de las fiestas nacionales de cada estado. Sin embargo en 2006 Francia organizó varias celebraciones que incluían la entrada libre al salón donde se pronunció el discurso, así como la iluminación del arco de Triunfo de París y la torre Eiffel con color azul.
La organización de correos públicos europeos PostEurop, imprimió un sello en homenaje al día Europeo que entró en circulación el 9 de mayo de 2000, coincidiendo con el 50.º aniversario de la Declaración Schuman.
Cada año la Comisión Europea publica un cartel promocional, que comprende un motivo diferente cada vez, acompañado de un lema referente a un tema de actualidad dentro de la UE.
Muchos centros educativos festejan el 9 de mayo para hacer llegar a los alumnos la importancia de ese día en sus vidas. Los niños y jóvenes son los futuros ciudadanos de la Unión Europea, por ello cada vez más docentes participan con actividades e iniciativas que fomenten el europeísmo.
Destacan las celebraciones promovidas por el Proyecto Célula Europa que buscan la difusión de este día en el sector de la enseñanza.
En Ucrania se celebra el Día de Europa el mismo día que el Día de la Victoria en Rusia, pese a ser una ex-república soviética, las cuales en su mayoría celebran el 9 de mayo como el día de la victoria, por la guerra en Ucrania, el gobierno de Kiev decidió en lugar de celebrar el Día de la Victoria, celebrar el Día de Europa para desligarse de su pasado soviético